# Ahmet Keloğlu
Ahmet Keloğlu (* 15. Januar 1962 in Çorum) ist ein ehemaliger türkischer Fußballspieler.

## Karriere

### Im Verein
Ahmet Keloğlu begann seine Karriere bei ADO Den Haag. Dort spielte er zwei Jahre und wechselte anschließend in die Türkei zu Galatasaray Istanbul. Bei Galatasaray kam Keloğlu in zwei Jahren zu 43 Ligaspielen. Zur Saison 1984/85 wechselte der Mittelfeldspieler zu Kocaelispor.
Für Kocaelispor spielte Keloğlu vier Jahre lang und kam zu 133 Erstligaspielen und erzielte 20 Tore. Ab der Saison 1988/89 spielte Ahmet Keloğlu für Karşıyaka SK. Mit  Karşıyaka stieg Keloğlu nach der Saison 1990/91 in die 2. Liga ab. Der Wiederaufstieg in 1. Liga gelang der Mannschaft in der nachfolgenden Spielzeit.
Seine Karriere beendete Keloğlu am Ende der Saison 1992/93 bei Konyaspor.

### In der Nationalmannschaft
Ahmet Keloğlu spielte für die Türkei im Jahr 1984.

## Erfolge
Karşıyaka SK
- Zweitligameister: 1992